# Zyginidia alpicola
Zyginidia alpicola är en insektsart som först beskrevs av Cerutti 1939.  Zyginidia alpicola ingår i släktet Zyginidia och familjen dvärgstritar. Inga underarter finns listade i Catalogue of Life.